# Javelin (vlak)
Javelin je superbrzi britanski vlak.
Tijekom olimpijskih igara 2012., ovi su vlakovi služili prijevozu. Ime Javelin je postalo općeprihvaćeni nadimak koji koriste i entuzijasti i mediji.
Vlakovi su najbrži vlakovi Ujedinjenog Kraljevstva, vozeći i do brzine od 225 km/h.

## Pogon
29.5.2009. je mali broj vlakova (demonstracijska usluga) počeo voziti između London St. Pancras i Ebbesfleet International, pritom se šireći i na Ashford International pri poslovnom prometu.
7.9.2009 se usluga proširila do Ramsgate preko Canterbury West ili Dovera.
Prava usluga je startala 13.12.2009.
Ovi vlakovi inače voze do 125 mph (201 km/h) na High Speed 1, i ako se dogode kašnjenja, smiju voziti 140 mph (225 km/h).

## Detalji o floti
| Klasa     | Operator     | Broj izgrađen | Godina izrade | Vagona po vlaku | Brojevi         |
| --------- | ------------ | ------------- | ------------- | --------------- | --------------- |
| Class 395 | Southeastern | 29            | 2007 - 2009   | 6               | 395001 - 395029 |